# Онхо
Онхо (Онху) (др.‑ирл. Onchu, Onchuo), известен также, как Mac ind Ecis или Úa ind Ecis — «сын» или «потомок мудреца» (даты жизни неизвестны, возможно, VII век) — ирландский святой. День памяти — 8 февраля.
Святой Онхо был родом из Коннахта. Поэт и странник, он посвятил свою жизнь сохранению кельтских традиций и разысканию мощей ирландских святых. По преданию, он не уходил ни из одного монастыря, не получив частицу мощей местного святого. Онхо скончался в монастыре Клуан Мор Мэдок, современный Клонмор (Clonmore, County Carlow), где и был погребён в часовне на кладбище под названием «Кладбище ангелов» (Relic na n-aingel).